# Список номинантов на Нобелевскую премию по литературе

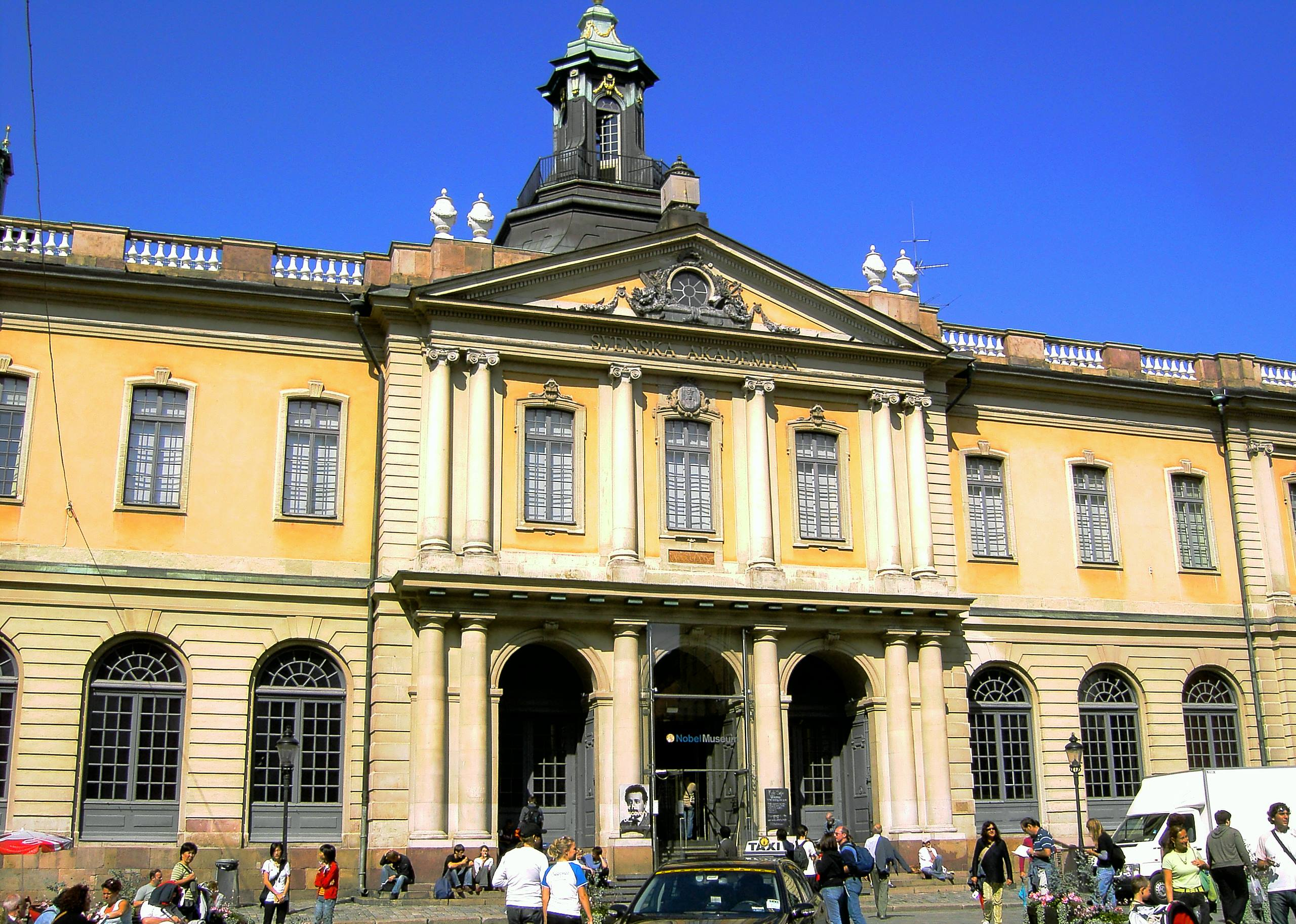
Здание Шведской академии, в котором ежегодно происходит избрание лауреата Нобелевской премии по литературе

Нобелевская премия по литературе (швед. Nobelpriset i litteratur, англ. Nobel Prize in Literature) — престижная награда, ежегодно вручаемая Нобелевским фондом за достижения в области литературы с 1901 года. Одна из пяти Нобелевских премий, учреждённых Альфредом Нобелем в его завещании.
За выбор лауреатов Нобелевской премии по литературе отвечает Шведская Академия, которая состоит из 18 мест, пожизненно занимаемых известными шведскими писателями, учёными, общественными деятелями. В её составе действует Нобелевский комитет по литературе. Он представляет собой рабочую группу, включающую от четырёх до пяти человек, которая оценивает номинации и представляет свои рекомендации Академии.

## Процедура номинирования и отбора

### Номинирование
Ежегодно в сентябре Нобелевский комитет по литературе направляет письма-приглашения и номинационные формы 600-700 лицам и организациям, которые имеют право выдвигать номинантов на соискание премии. Согласно уставу Нобелевского фонда, предлагать кандидатуры для награждения могут следующие лица:
- члены Шведской академии, а также других академий, институтов и обществ с аналогичными целями и структурой;
- профессора литературы и лингвистики различных университетов и университетских колледжей;
- лауреаты Нобелевской премии по литературе;
- председатели авторских сообществ (союзов писателей), представляющих литературное творчество в своих странах.

Те, кто не получил приглашения, но соответствуют требованиям к номинаторам, также могут представить свои предложения по кандидатурам. Номинирование самих себя строго запрещено.
Заполненные формы должны быть получены Нобелевским комитетом не позднее 31 января следующего года. Члены комитета проверяют номинации и представляют список на утверждение Шведской Академии.

### Отбор
Оценку заявок и отбор кандидатов производит Нобелевский комитет по литературе. Из их числа Шведская Академия выбирает лауреатов.
В апреле после тщательного изучения номинаций комитет отбирает 15-20 имён для рассмотрения Академией в качестве предварительных кандидатов. В мае комитет сокращает этот список до пяти приоритетных номинантов. Летом члены Академии читают и оценивают произведения финалистов, а в сентябре обсуждают ценность их вклада в литературу. В это же время Нобелевский комитет занимается подготовкой отчётов по каждому из кандидатов.
В начале октября Шведская Академия выбирает лауреата Нобелевской премии по литературе. Победитель должен получить больше половины голосов академиков. После этого объявляется имя нобелевского лауреата.
Церемония вручения Нобелевских премий проходит 10 декабря в Стокгольме. Лауреаты получают свои награды, включающие в себя Нобелевскую медаль, диплом и денежное вознаграждение.

## Запрет на разглашение
При вручении награды известны только имена лауреатов. Имена номинантов публично не объявляются, и претендентам о факте выдвижения не сообщается. Эта информация является секретной. Устав Нобелевского Фонда запрещает публично или в частном порядке разглашать любые сведения о номинациях и мнениях, высказанных членами Нобелевского комитета, в течение 50 лет.
На сегодняшний день на официальном сайте премии доступны сведения о номинантах с 1901 по 1971 годы. Также представлена информация из архивов Шведской Академии за 1962—1966 годы, включающая в себя шорт-листы кандидатов и выдержки из отчётов Нобелевского комитета.

## Список номинантов по алфавиту
| А | Б | В | Г | Д | Ж | З | И | Й | К | Л | М | Н | О | П | Р | С | Т | У | Ф | Х | Ц | Ч | Ш | Э |

### А
| Год  | Номинатор                                                     | Код номинации |
| ---- | ------------------------------------------------------------- | ------------- |
| 1915 | Вальтер Шмид-Коваржик (1885—1958) Австрия Венский университет | 11-0          |
| 1915 | Харальд Хьерне (1848—1922) Швеция Шведская академия           | 11-0          |
| 1921 | Карл Гроос (1861—1946) Германия Тюбингенский университет      | 3-0           |
| 1921 | Рудольф Эйкен (1846—1926) Германия 1908                       | 3-0           |

| Год  | Номинатор                                                                         | Код номинации |
| ---- | --------------------------------------------------------------------------------- | ------------- |
| 1926 | Поль-Жюль-Антуа́н Мейе́ (1866—1936) Франция Академия надписей и изящной словесности | 25-0          |

| Год  | Номинатор                                                          | Код номинации |
| ---- | ------------------------------------------------------------------ | ------------- |
| 1911 | Ректор Овьедского университета Испания                             | 8-0           |
| 1912 | Фермин Канелла-и-Секадес (1849—1924) Испания Овьедский университет | 1-0           |

| Год  | Номинатор | Код номинации |
| ---- | --- | ------------- |
| 1902 | Йоханнес Паульсон (1855—1918) Густав Седершёльд (1849—1928) Швеция Гётеборгский университет                          | 23-1          |
| 1902 | За сборник рассказов «Можжевеловая народность» (1899—1900) Оригинальный текст (фин.)«Katajainen kansani» (1899—1900) |               |
| 1910 | Лео Мехелин (1839—1914) Финляндия Финское общество наук и словесности                                                | 17-0          |
| 1911 | Йохан Руут (1854—1928) Финляндия Финское общество наук и словесности                                                 | 17-1          |
| 1911 | Лео Мехелин (1839—1914) Финляндия Финское общество наук и словесности                                                | 17-2          |
| 1912 | Йохан Руут (1854—1928) Финляндия Финское общество наук и словесности                                                 | 20-0          |
| 1913 | Карл Альфред Мелин (1849—1919) Швеция Шведская академия                                                              | 27-0          |
| 1914 | Эрик Аксель Карлфельдт (1864—1931) Швеция Шведская академия 1931                                                     | 22-0          |
| 1915 | Карл Альфред Мелин (1849—1919) Швеция Шведская академия                                                              | 21-0          |
| 1916 | Карл Альфред Мелин (1849—1919) Швеция Шведская академия                                                              | 27-0          |
| 1917 | Эрик Аксель Карлфельдт (1864—1931) Швеция Шведская академия 1931                                                     | 15-0          |
| 1918 | Юрьё Хирн (1870—1952) Финляндия Финское общество наук и словесности                                                  | 6-0           |
| 1918 | Финское общество наук и словесности Финляндия                                                                        | 10-0          |
| 1918 | Финское литературное общество Финляндия                                                                              | 10-1          |
| 1919 | Вернер фон Хейденстам (1859—1940) Швеция Шведская академия 1916                                                      | 4-0           |
| 1919 | Эмиль Сетяля (1864—1935) Финляндия Финское общество наук и словесности                                               | 4-1           |
| 1920 | Юрьё Хирн (1870—1952) Финляндия Финское общество наук и словесности                                                  | 11-0          |

### Б
| Год  | Номинатор                                           | Код номинации |
| ---- | --------------------------------------------------- | ------------- |
| 1914 | Пьер Лоти (1850—1923) Франция Французская академия  | 5-0           |
| 1915 | Харальд Хьерне (1848—1922) Швеция Шведская академия | 13-0          |

| Год  | Номинатор                             | Код номинации |
| ---- | ------------------------------------- | ------------- |
| 1923 | Ромен Роллан (1866—1944) Франция 1915 | 14-0          |

| Год  | Номинатор                                                                                                | Код номинации |
| ---- | --- | ------------- |
| 1902 | Эмиль Фаге (1847—1916) Франция Французская академия                                                      | 22-0          |
| 1902 | За роман «Новый Дон Жуан» (тт. 1—3, 1900) Оригинальный текст (фр.)«Le nouveau Don Juan» (vol. 1—3, 1900) |               |

| Год  | Номинатор | Код номинации |
| ---- | --- | ------------- |
| 1901 | Кнуд Крог-Тоннинг (1842—1911) Норвегия Норвежское королевское общество наук и литературы                                                  | 5-0           |
| 1901 | За книгу «История всемирной литературы» (тт. 1—4, 1897—1900) Оригинальный текст (нем.)«Geschichte der Weltliteratur» (Bd. 1—4, 1897—1900) |               |
| 1902 | Кнуд Крог-Тоннинг (1842—1911) Норвегия Норвежское королевское общество наук и литературы                                                  | 12-0          |
| 1902 | За книгу «История всемирной литературы» (тт. 1—2, 1897) Оригинальный текст (нем.)«Geschichte der Weltliteratur» (Bd. 1—2, 1897)           |               |
| 1903 | Кнуд Крог-Тоннинг (1842—1911) Норвегия Норвежское королевское общество наук и литературы                                                  | 16-0          |
| 1903 | За книгу «История всемирной литературы» (1897—1900) Оригинальный текст (нем.)«Geschichte der Weltliteratur» (1897—1900)                   |               |

| Год  | Номинатор                                                              | Код номинации |
| ---- | ---------------------------------------------------------------------- | ------------- |
| 1906 | Фридрих Клуге (1856—1926) Германия Фрайбургский университет            | 21-1          |
| 1906 | Генрих Тоде (1857—1920) Германия Гейдельбергский университет           | 21-2          |
| 1906 | Макс Стойе Германия Военная академия в Дрездене                        | 21-3          |
| 1906 | За религиозную поэзию Оригинальный текст (нем.)Für religiöser Gedichte |               |

| Год  | Номинатор                                                    | Код номинации |
| ---- | ------------------------------------------------------------ | ------------- |
| 1922 | Герман Бехтольд (1882—1934) Швейцария Базельский университет | 3-0           |

| Год  | Номинатор                                      | Код номинации |
| ---- | ---------------------------------------------- | ------------- |
| 1921 | 21 член Испанской королевской академии Испания | 2-0           |
| 1922 | Нобелевский комитет Швеция                     | 22-0          |

| Год  | Номинатор                                                                        | Код номинации |
| ---- | -------------------------------------------------------------------------------- | ------------- |
| 1926 | Герхард Якоб де Гер (1858—1943) Швеция Шведская королевская академия словесности | 6-0           |

| Год  | Номинатор                                                       | Код номинации |
| ---- | --------------------------------------------------------------- | ------------- |
| 1910 | Мэрион Декстер Лернд (1857—1917) США Пенсильванский университет | 4-0           |

| Год  | Номинатор                                                              | Код номинации |
| ---- | ---------------------------------------------------------------------- | ------------- |
| 1907 | Даниэль де Кортасар (1844—1927) Испания Испанская королевская академия | 17-0          |

| Год  | Номинатор                                                               | Код номинации |
| ---- | ----------------------------------------------------------------------- | ------------- |
| 1912 | Эндрю Лэнг (1844—1912) Великобритания Королевское литературное общество | 16-0          |
| 1913 | Виталис Норстрём (1856—1916) Швеция Шведская академия                   | 21-0          |
| 1914 | Виталис Норстрём (1856—1916) Швеция Шведская академия                   | 6-0           |
| 1915 | Пер Хальстрём (1866—1960) Швеция Шведская академия                      | 14-0          |
| 1918 | Вернер фон Хейденстам (1859—1940) Швеция Шведская академия 1916         | 4-0           |
| 1921 | Члены Академии моральных и политических наук Франция                    | 4-0           |
| 1921 | Ряд членов Французской академии Франция                                 | 4-0           |
| 1921 | Вернер фон Хейденстам (1859—1940) Швеция Шведская академия 1916         | 4-1           |
| 1928 | 16 членов Французской академии Франция                                  | 19-0          |
| 1928 | 19 членов Академии моральных и политических наук Франция                | 19-1          |
| 1928 | 3 профессора истории философии Франция Парижский университет            | 19-2          |

| Год  | Номинатор                                                           | Код номинации |
| ---- | ------------------------------------------------------------------- | ------------- |
| 1902 | Макнейл Диксон (1866—1946) Великобритания Бирмингемский университет | 21-0          |

| Год  | Номинатор                                                                             | Код номинации |
| ---- | ------------------------------------------------------------------------------------- | ------------- |
| 1917 | Кристен Коллин (1857—1926) Норвегия Королевский университет Фредерика                 | 18-0          |
| 1925 | Кристен Коллин (1857—1926) Норвегия Норвежское королевское общество наук и литературы | 18-0          |
| 1929 | Натан Сёдерблум (1866—1931) Швеция Шведская академия 1930                             | 3-0           |
| 1929 | Томас Парр (1862—1935) Норвегия Норвежская академия наук и словесности                | 3-1           |
| 1932 | Андерс Сандвиг (1862—1950) Норвегия Норвежская академия наук и словесности            | 17-0          |

| Год  | Номинатор | Код номинации |
| ---- | --- | ------------- |
| 1907 | Теофилу Брага (1843—1924) Португалия Лиссабонская академия наук                                                   | 1-0           |
| 1907 | За книгу «История Лузитании и Иберии» (1887) Оригинальный текст (порт.)«Historia da Lusitânia e da Ibéria» (1887) |               |

| Год  | Номинатор                                                                        | Код номинации |
| ---- | -------------------------------------------------------------------------------- | ------------- |
| 1926 | Гюнтер Мюллер (1890—1957) Германия Фрибурский университет, Швейцария             | 23-0          |
| 1928 | Профессора                                                                       | 4-0           |
| 1929 | Карл Хелдманн (1869—1943) Германия Галле-Виттенбергский университет              | 17-0          |
| 1929 | Эдмунд Гильдебрандт (1872—1939) Германия Берлинский университет имени Гумбольдта | 17-1          |
| 1930 | Максимилиан Саксонский (1870—1951) Германия Бостонский университет               | 12-0          |
| 1931 | Карл Хелдманн (1869—1943) Германия Галле-Виттенбергский университет              | 25-0          |
| 1932 | Гюнтер Мюллер (1890—1957) Германия Вестфальский университет имени Вильгельма     | 20-0          |
| 1932 | Освальд Флёк (1874—1943) Чехословакия, Прага                                     | 20-1          |

| Год  | Номинатор | Код номинации |
| ---- | --- | ------------- |
| 1901 | Поль Сейпель (1858—1926) Швейцария Швейцарская высшая техническая школа | 18-1          |
| 1901 | Антуан Гийан (1861—1938) Швейцария Швейцарская высшая техническая школа | 18-2          |
| 1901 | Вильгельм Эксли (1851—1919) Швейцария Цюрихский университет | 18-3          |
| 1901 | За книгу «История Женевского университета. Академия Кальвина. 1559—1798» (1900) Оригинальный текст (фр.)«Histoire de l'Université de Genève. L'académie de Calvin. 1559—1798» (1900) |               |

| Год  | Номинатор                                                                  | Код номинации |
| ---- | -------------------------------------------------------------------------- | ------------- |
| 1906 | Уильям Кроуфорд (1855—1944) США Аллегейни-колледж                          | 2-1           |
| 1906 | Генри МакКракен (1840—1918) США Нью-Йоркский университет                   | 2-2           |
| 1906 | Альберт Кнудсон (1873—1953) США Аллегейни-колледж                          | 2-3           |
| 1906 | Кэролайн Борден (1829—1922) США Американский колледж для девочек (Стамбул) | 2-4           |
| 1907 | Альберт Кнудсон (1873—1953) США Бостонский университет                     | 9-1           |
| 1907 | Уильям Кроуфорд (1855—1944) США Аллегейни-колледж                          | 9-2           |
| 1907 | Лемуэль Мёрлин (1861—1935) США Университет Бейкера                         | 9-3           |
| 1907 | Эдвин Хьюз (1866—1950) США Университет Депо                                | 9-4           |
| 1909 | Генри МакКракен (1840—1918) США Нью-Йоркский университет                   | 4-0           |

| Год  | Номинатор                                                                            | Код номинации |
| ---- | ------------------------------------------------------------------------------------ | ------------- |
| 1922 | Хокон Шетелиг (1877—1955) Норвегия Норвежское королевское общество наук и литературы | 15-0          |
| 1922 | Кристофер Нюроп (1858—1931) Дания Датская королевская академия наук и литературы     | 15-1          |
| 1923 | Хокон Шетелиг (1877—1955) Норвегия Норвежское королевское общество наук и литературы | 16-0          |
| 1924 | Хокон Шетелиг (1877—1955) Норвегия Норвежское королевское общество наук и литературы | 7-0           |
| 1924 | Кристофер Нюроп (1858—1931) Дания Датская королевская академия наук и литературы     | 7-1           |
| 1925 | Хокон Шетелиг (1877—1955) Норвегия Норвежское королевское общество наук и литературы | 16-0          |

| Год  | Номинатор | Код номинации |
| ---- | --- | ------------- |
| 1903 | Анатоль Франс (1844—1924) Франция Французская академия 1921 | 4-3 5-1       |
| 1903 | Трёльс Трёльс-Лунд (1840—1921) Харальд Гёффдинг (1843—1931) Вильгельм Томсен (1842—1927) Эдвард Хольм (1833—1915) Софус Мюллер (1846—1934) Маркус Рубин (1854—1923) Людвиг Виммер (1839—1920) Юлиус Альберт Фридерисия (1849—1912) Финнур Йонссон (1858—1934) Кристиан Эрслев (1852—1930) Кристиан Колунд (1844—1919) Альфред Леманн (1858—1921) Франц Буль (1850—1932) Йохан Людвиг Гейберг (1854—1928) Кристофер Нюроп (1858—1931) Отто Есперсен (1860—1943) Мартин Кларентий Герц (1844—1929) Вигго Фаусбёлль (1821—1908) Дания Датская королевская академия наук и литературы | 5-2           |
| 1904 | Трёльс Трёльс-Лунд (1840—1921) Дания Датская королевская академия наук и литературы | 10-0          |
| 1905 | Трёльс Трёльс-Лунд (1840—1921) Дания Датская королевская академия наук и литературы | 11-0          |
| 1906 | Трёльс Трёльс-Лунд (1840—1921) Дания Датская королевская академия наук и литературы | 20-0          |
| 1907 | Анатоль Франс (1844—1924) Франция Французская академия 1921 | 3-1           |
| 1907 | Трёльс Трёльс-Лунд (1840—1921) Дания Датская королевская академия наук и литературы | 3-2           |
| 1910 | Вернер Шьёдерхельм (1859—1931) Финляндия Финское общество наук и словесности | 25-1          |
| 1910 | Юрьё Хирн (1870—1952) Финляндия Финское общество наук и словесности | 25-2          |
| 1916 | Вильгельм Андерсен (1864—1953) Дания Копенгагенский университет | 17-0          |
| 1917 | Генрик Шюк (1855—1947) Швеция Шведская академия | 13-0          |
| 1917 | Карл Варбург (1852—1918) Швеция Стокгольмский университет | 13-1          |
| 1917 | Вернер Шьёдерхельм (1859—1931) Финляндия Финское общество наук и словесности | 13-2          |
| 1918 | Юрьё Хирн (1870—1952) Финляндия Финское общество наук и словесности | 6-0           |
| 1920 | Генрик Шюк (1855—1947) Швеция Шведская академия | 9-0           |
| 1920 | Свен Гедин (1865—1952) Адольф Нурен (1854—1925) Швеция Шведская академия | 9-1           |
| 1920 | Сельма Лагерлёф (1858—1940) Швеция Шведская академия 1909 | 9-2           |
| 1922 | Харри Фетт (1875—1962) Норвегия Норвежское королевское общество наук и литературы | 5-0           |
| 1922 | Сельма Лагерлёф (1858—1940) Швеция Шведская академия 1909 | 5-1           |
| 1922 | Вернер фон Хейденстам (1859—1940) Швеция Шведская академия 1916 | 5-2           |
| 1922 | Оге Фрис (1870—1949) Дания Копенгагенский университет | 5-3           |
| 1925 | Харри Фетт (1875—1962) Норвегия Норвежское королевское общество наук и литературы | 12-0          |
| 1926 | Харри Фетт (1875—1962) Норвегия Норвежское королевское общество наук и литературы | 29-0          |

| Год  | Номинатор                                                                               | Код номинации |
| ---- | --------------------------------------------------------------------------------------- | ------------- |
| 1916 | Арне Новак (1880—1939) Чехия Карлов университет                                         | 8-0           |
| 1917 | Арне Новак (1880—1939) Чехия Карлов университет                                         | 14-0          |
| 1918 | Арне Новак (1880—1939) Чехия Карлов университет                                         | 16-0          |
| 1920 | Арне Новак (1880—1939) Чехословакия Масариков университет                               | 2-0           |
| 1921 | Арне Новак (1880—1939) Чехословакия Масариков университет                               | 10-0          |
| 1925 | 6 профессоров литературы Масарикова университета Чехословакия                           | 20-0          |
| 1928 | Арне Новак (1880—1939) Чехословакия Масариков университет                               | 36-0          |
| 1928 | Отокар Фишер (1883—1938) Чехословакия Карлов университет                                | 36-1          |
| 1929 | 27 профессоров Карлова, Масарикова университетов и университета Коменского Чехословакия | 16-0          |

| Год  | Номинатор                                                   | Код номинации |
| ---- | ----------------------------------------------------------- | ------------- |
| 1910 | Чарльз Станфорд (1852—1924) Великобритания Общество авторов | 20-0          |

| Год  | Номинатор                                                    | Код номинации |
| ---- | ------------------------------------------------------------ | ------------- |
| 1906 | Якобус Гартман (1851—1924) Нидерланды Лейденский университет | 7-0           |

| Год  | Номинатор                                                                 | Код номинации |
| ---- | ------------------------------------------------------------------------- | ------------- |
| 1917 | Кристен Коллин (1857—1926) Норвегия Королевский университет Фредерика     | 18-0          |
| 1927 | Йенс Тиис (1870—1942) Норвегия Норвежская академия наук и словесности     | 20-0          |
| 1928 | Йенс Тиис (1870—1942) Норвегия Норвежская академия наук и словесности     | 8-0           |
| 1931 | Йенс Тиис (1870—1942) Норвегия Норвежская академия наук и словесности     | 24-0          |
| 1932 | Йенс Тиис (1870—1942) Норвегия Норвежская академия наук и словесности     | 18-0          |
| 1932 | Франсис Булль (1887—1974) Норвегия Норвежская академия наук и словесности | 18-1          |

| Год  | Номинатор | Код номинации |
| ---- | --- | ------------- |
| 1923 | Ромен Роллан (1866—1944) Франция 1915                                                                                   | 13-0          |
| 1930 | Сигурд Агрелл (1881—1937) Швеция Лундский университет                                                                   | 29-0          |
| 1931 | Олаф Брок (1867—1961) Норвегия Норвежская академия наук                                                                 | 16-0          |
| 1931 | Владимир Францев (1867—1942) Чехословакия Карлов университет                                                            | 16-1          |
| 1931 | Александр Каун (1889—1944) США Калифорнийский университет в Беркли                                                      | 16-2          |
| 1931 | Бернард Пэрс (1867—1949) Великобритания Школа Славянских исследований при Королевском колледже Лондонского университета | 16-3          |
| 1931 | Николай Кульман (1871—1940) Франция Сорбонна, Париж                                                                     | 16-4          |
| 1931 | Сигурд Агрелл (1881—1937) Швеция Лундский университет                                                                   | 17-0          |
| 1932 | Олаф Брок (1867—1961) Норвегия Норвежская академия наук                                                                 | 3-0           |
| 1932 | Владимир Францев (1867—1942) Чехословакия Карлов университет                                                            | 3-1           |
| 1932 | Михаил Ростовцев (1870—1952) США Йельский университет                                                                   | 3-2           |
| 1932 | Этторе Ло Гатто (1890—1983) Италия Падуанский университет                                                               | 3-3           |
| 1932 | Сигурд Агрелл (1881—1937) Швеция Лундский университет                                                                   | 4-0           |
| 1933 | Олаф Брок (1867—1961) Норвегия Университет Осло                                                                         | 2-0           |
| 1933 | Михаил Ростовцев (1870—1952) США Йельский университет                                                                   | 2-1           |
| 1933 | Владимир Францев (1867—1942) Чехословакия Карлов университет                                                            | 2-2           |
| 1933 | Фридрих Браун (1862—1942) Германия Лейпцигский университет                                                              | 2-3           |
| 1933 | Сигурд Агрелл (1881—1937) Швеция Лундский университет                                                                   | 3-0           |

| Год  | Номинатор                                               | Код номинации |
| ---- | ------------------------------------------------------- | ------------- |
| 1907 | Рене Базен (1853—1932) Франция Французская академия     | 18-0          |
| 1909 | Рене Базен (1853—1932) Франция Французская академия     | 14-0          |
| 1914 | Рене Базен (1853—1932) Франция Французская академия     | 18-0          |
| 1915 | Карл Альфред Мелин (1849—1919) Швеция Шведская академия | 18-0          |
| 1928 | Рене Базен (1853—1932) Франция Французская академия     | 23-0          |

| Год  | Номинатор | Код номинации |
| ---- | --- | ------------- |
| 1906 | Отто Классен Германия Кёльнский университет                                                                                    | 24-0          |
| 1906 | За книгу «В трущобах Англии и выход из положения» (1890) Оригинальный текст (англ.)«In Darkest England and the Way Out» (1890) |               |

| Год  | Номинатор                                           | Код номинации |
| ---- | --------------------------------------------------- | ------------- |
| 1921 | Харальд Хьерне (1848—1922) Швеция Шведская академия | 14-0          |

| Год  | Номинатор | Код номинации |
| ---- | --- | ------------- |
| 1902 | Карл Варбург (1852—1918) Швеция Гётеборгский университет                                                     | 26-1          |
| 1902 | Кристен Коллин (1857—1926) Норвегия Королевский университет Фредерика                                        | 26-2          |
| 1902 | За пьесу «Пауль Ланге и Тура Парсберг» (1898) Оригинальный текст (норв.)«Paul Lange og Tora Parsberg» (1898) |               |
| 1903 | Карл Варбург (1852—1918) Швеция Гётеборгский университет                                                     | 17-1          |
| 1903 | Вернер Шьёдерхельм (1859—1931) Финляндия Хельсинкский университет                                            | 17-2          |

### В
| Год  | Номинатор | Код номинации |
| ---- | --- | ------------- |
| 1902 | Вальдемар Рудин (1833—1921) Швеция Шведская академия | 31-0          |
| 1902 | За книги «Молодое поколение» (1895), «Душа вещей» (1901) Оригинальный текст (фр.)«Jeunesse» (1895), «L'âme des choses» (1901) |               |
| 1903 | Габриэль Сеай (1852—1922) Франция Парижский университет | 23-0          |
| 1903 | За книги «Справедливость: Восемь бесед» (1889), «Быть человеком! Простые рассуждения о правилах жизни» (1899), «Душа вещей» (1901), «Вдаль по дороге» (1901), «Друг: Диалоги о сокровенном» (1903) Оригинальный текст (фр.)«Justice: Huit discours» (1889), «Sois un homme! Simples causeries sur la conduite de la vie» (1899), «L'âme des choses» (1901), «Le long du chemin» (1901), «L'ami: Dialogues intérieurs» (1903) |               |
| 1909 | Бернар Бувье (1861—1941) Швейцария Женевский университет | 1-0           |
| 1909 | За книги «Мужество» (1893), «Простая жизнь» (1895) Оригинальный текст (фр.)«Vaillance» (1893), «La Vie Simple» (1895) |               |

| Год  | Номинатор                                                | Код номинации |
| ---- | -------------------------------------------------------- | ------------- |
| 1917 | Иван Шишманов (1862—1928) Болгария Софийский университет | 1-0           |

| Год  | Номинатор | Код номинации |
| ---- | --- | ------------- |
| 1901 | Эжен Мелькиор де Вогюэ (1848—1910) Сюлли Прюдом (1839—1907) 1901 Анри Лаведан (1859—1940) Габриель Аното (1853—1944) Альбер Сорель (1842—1906) Альбер Вандаль (1853—1910) Эрнест Легувэ (1807—1903) Франция Французская академия | 2-0           |
| 1901 | За книгу «Жизнь Пастера» (1900) Оригинальный текст (фр.)«La vie de Pasteur» (1900) |               |

| Год  | Номинатор                                                     | Код номинации |
| ---- | ------------------------------------------------------------- | ------------- |
| 1910 | Йоханнес Фикер (1861—1944) Германия Страсбургский университет | 2-1           |
| 1910 | Карл Мирбт (1860—1929) Германия Марбургский университет       | 2-2           |

| Год  | Номинатор                                                  | Код номинации |
| ---- | ---------------------------------------------------------- | ------------- |
| 1902 | Герман Фишер (1851—1920) Германия Тюбингенский университет | 8-0           |

| Год  | Номинатор                                                                   | Код номинации |
| ---- | --------------------------------------------------------------------------- | ------------- |
| 1904 | Атанасиос Вернардакис (1844—1912) Греция Академия Станисласа Нанси, Франция | 16-0          |
| 1905 | Атанасиос Вернардакис (1844—1912) Греция Академия Станисласа Нанси, Франция | 13-0          |

| Год  | Номинатор                                                                                    | Код номинации |
| ---- | -------------------------------------------------------------------------------------------- | ------------- |
| 1909 | Большое количество бельгийских профессоров и членов Бельгийской королевской академии Бельгия | 5-0 6-1       |
| 1909 | Эрнест Дискай (1837—1914) Бельгия Бельгийская королевская академия                           | 7-1           |
| 1912 | 2 профессора Брюссельского свободного университета Бельгия                                   | 6-0           |
| 1915 | Кристен Коллин (1857—1926) Норвегия Норвежское королевское общество наук и литературы        | 8-0           |
| 1916 | Номинатор не указан                                                                          | 29-0          |

| Год  | Номинатор                                                                | Код номинации |
| ---- | ------------------------------------------------------------------------ | ------------- |
| 1926 | Гуннар Ландтман (1878—1940) Финляндия Финское общество наук и литературы | 7-0           |
| 1927 | 8 членов Финляндия Финского общества наук и литературы                   | 16-0          |

| Год  | Номинатор | Код номинации |
| ---- | --- | ------------- |
| 1906 | Эрих Шмидт (1853—1913) Германия Берлинский университет | 14-1          |
| 1906 | Якоб Минор (1855—1912) Австрия Венский университет | 14-2          |
| 1906 | Вильгельм Гартель (1839—1907) Австрия Императорская академия наук                                                                                                  | 14-3          |
| 1906 | Теодор Гомперц (1832—1912) Австрия Императорская академия наук | 14-4          |
| 1906 | Отто Бенндорф (1838—1907) Австрия Императорская академия наук | 14-5          |
| 1906 | За поэму «Святой и животные» (1905), пьесу «Комедия о майских жуках» (1897) Оригинальный текст (нем.)«Der Heilige und die Tiere» (1905), «Maikäfer-Komödie» (1897) |               |
| 1908 | 6 членов Императорской академии наук Австрия | 11-0          |

| Год  | Номинатор                                               | Код номинации |
| ---- | ------------------------------------------------------- | ------------- |
| 1909 | Альбер Вандаль (1853—1910) Франция Французская академия | 15-0          |

| Год  | Номинатор                                                                             | Код номинации |
| ---- | ------------------------------------------------------------------------------------- | ------------- |
| 1904 | Йиржи Кристиан Лобковиц (1835—1908) Чехия Чешская академия императора Франца Иосифа I | 5-1           |
| 1904 | Арност Краус (1859—1943) Чехия Карлов университет                                     | 5-2           |
| 1905 | Арност Краус (1859—1943) Чехия Карлов университет                                     | 12-1          |
| 1905 | Франтишек Пастрнек (1853—1940) Чехия Карлов университет                               | 12-2          |
| 1905 | Президиум Чешской академии императора Франца Иосифа I Чехия                           | 12-3          |
| 1906 | Арност Краус (1859—1943) Чехия Карлов университет                                     | 16-1          |
| 1906 | Йозеф Главка (1831—1908) Чехия Чешская академия императора Франца Иосифа I            | 16-2          |
| 1906 | Богуслав Райман (1852—1910) Чехия Чешская академия императора Франца Иосифа I         | 16-3          |
| 1907 | Йозеф Главка (1831—1908) Чехия Чешская академия императора Франца Иосифа I            | 21-1          |
| 1907 | Богуслав Райман (1852—1910) Чехия Чешская академия императора Франца Иосифа I         | 21-2          |
| 1908 | Арност Краус (1859—1943) Чехия Карлов университет                                     | 9-0           |
| 1909 | Арност Краус (1859—1943) Чехия Карлов университет                                     | 12-0          |
| 1911 | Арност Краус (1859—1943) Чехия Карлов университет                                     | 1-0           |
| 1912 | 11 членов Чешской академии императора Франца Иосифа I Чехия                           | 8-0           |

### Г
| Год  | Номинатор                                                                         | Код номинации |
| ---- | --------------------------------------------------------------------------------- | ------------- |
| 1918 | Харри Фетт (1875—1962) Норвегия Норвежское королевское общество наук и литературы | 11-0          |
| 1920 | Эрик Аксель Карлфельдт (1864—1931) Швеция Шведская академия 1931                  | 13-0          |
| 1920 | Харри Фетт (1875—1962) Норвегия Норвежское королевское общество наук и литературы | 13-1          |

| Год  | Номинатор                                                                                                  | Код номинации |
| ---- | --- | ------------- |
| 1902 | Кристиан Бирх-Рейхенвальд Аарс (1868—1917) Норвегия Норвежская академия наук и словесности                 | 30-0          |
| 1902 | За поэму «В царстве смерти» (1901) Оригинальный текст (норв.)«I Helheim» (1901)                            |               |
| 1916 | Олуф Колсруд (1885—1945) Норвегия Норвежское королевское общество наук и литературы                        | 9-1           |
| 1916 | Александр Сейппель (1851—1938) Норвегия Норвежское королевское общество наук и литературы                  | 9-2           |
| 1917 | Олуф Колсруд (1885—1945) Норвегия Норвежское королевское общество наук и литературы                        | 8-0           |
| 1920 | Норвежская академия наук и словесности Норвегия                                                            | 3-0           |
| 1920 | Олуф Колсруд (1885—1945) Норвегия Норвежское королевское общество наук и литературы                        | 3-0           |
| 1920 | Хальвдан Кут (1873—1965) Норвегия Королевский университет Фредерика                                        | 3-0           |
| 1920 | Мариус Хегстад (1850—1927) Норвегия Королевский университет Фредерика                                      | 3-0           |
| 1921 | Леопольд (Фриц) Леффлер (1847—1921) Швеция Шведская королевская академия словесности, истории и древностей | 6-0           |

| Год  | Номинатор                                               | Код номинации |
| ---- | ------------------------------------------------------- | ------------- |
| 1908 | Ларс Дале (1843—1925) Норвегия Норвежская академия наук | 4-0           |
| 1916 | Карл Альфред Мелин (1849—1919) Швеция Шведская академия | 28-0          |

| Год  | Номинатор | Код номинации |
| ---- | --- | ------------- |
| 1902 | Рихард Мейер (1860—1914) Германия Берлинский университет | 7-1           |
| 1902 | Фредерик Поллок, 3-й баронет (1845—1937) Великобритания Оксфордский университет | 7-2           |
| 1902 | Макс фон Вальдберг (1858—1938) Германия Гейдельбергский университет | 7-3           |
| 1902 | За пьесы «Ткачи» (1892), «Флориан Гейер» (1896), «Ганнеле» (1893), «Одинокие» (1891) Оригинальный текст (нем.)«Die Weber» (1892), «Florian Geyer» (1896), «Hanneles Himmelfahrt» (1893), «Einsame Menschen» (1891) |               |
| 1906 | 35 немецких и австрийских профессоров Германия / Австрия | 23-0          |
| 1912 | Эрих Шмидт (1853—1913) Германия Прусская королевская академия наук | 18-0          |

| Год  | Номинатор                                             | Код номинации |
| ---- | ----------------------------------------------------- | ------------- |
| 1912 | Фредрик Вульф (1845—1930) Швеция Лундский университет | 28-0          |
| 1913 | Фредрик Вульф (1845—1930) Швеция Лундский университет | 13-0          |

| Год  | Номинатор                                                                     | Код номинации |
| ---- | ----------------------------------------------------------------------------- | ------------- |
| 1901 | Карл Генрих Дёринг (1834—1916) Германия Королевская музыкальная консерватория | 4-0           |
| 1901 | За сборник «Песни 600—700» Оригинальный текст (нем.)«600 bis 700 Lieder»      |               |

| Год  | Номинатор                                                                         | Код номинации |
| ---- | --------------------------------------------------------------------------------- | ------------- |
| 1911 | Кристен Коллин (1857—1926) Норвегия Королевский университет Фредерика             | 14-0          |
| 1912 | 12 членов Датской королевской академии наук и литературы Дания                    | 23-0          |
| 1913 | Члены Датской королевской академии наук и литературы Дания                        | 15-0          |
| 1914 | Вальдемар Ведель (1865—1942) Дания Датская королевская академия наук и литературы | 13-1          |
| 1914 | Клаудиус Вилкенс (1844—1929) Дания Датская королевская академия наук и литературы | 13-2          |
| 1916 | Вальдемар Ведель (1865—1942) Дания Датская королевская академия наук и литературы | 20-0          |

| Год  | Номинатор                                                                                       | Код номинации |
| ---- | ----------------------------------------------------------------------------------------------- | ------------- |
| 1907 | Жоаким Мирет-и-Санс (1858—1919) Каталония Барселонская королевская академия изящной словесности | 8-0           |
| 1908 | 17 членов Барселонской королевской академии изящной словесности Каталония                       | 12-0          |
| 1908 | Профессор Барселонского университета Каталония                                                  | 12-1          |
| 1909 | 18 членов Барселонской королевской академии изящной словесности Каталония                       | 10-0          |
| 1910 | 20 членов Барселонской королевской академии изящной словесности Каталония                       | 8-0           |
| 1911 | 16 членов Барселонской королевской академии изящной словесности Каталония                       | 11-0          |
| 1912 | 13 членов Барселонской королевской академии изящной словесности Каталония                       | 12-1          |
| 1912 | 6 членов Института каталанских исследований Каталония                                           | 12-2          |
| 1913 | Члены Барселонской королевской академии изящной словесности Каталония                           | 14-0          |
| 1914 | Члены Барселонской королевской академии изящной словесности Каталония                           | 12-1          |
| 1914 | Фредрик Вульф (1845—1930) Швеция Лундский университет                                           | 12-2          |
| 1915 | Члены Барселонской королевской академии изящной словесности Каталония                           | 6-1           |
| 1915 | Фредрик Вульф (1845—1930) Швеция Лундский университет                                           | 6-2           |
| 1916 | Члены Барселонской королевской академии изящной словесности Каталония                           | 14-1          |
| 1916 | Фредрик Вульф (1845—1930) Швеция Лундский университет                                           | 14-2          |
| 1917 | Члены Барселонской королевской академии изящной словесности Каталония                           | 10-1          |
| 1917 | Фредрик Вульф (1845—1930) Швеция Лундский университет                                           | 10-2          |
| 1918 | Фредрик Вульф (1845—1930) Швеция Лундский университет                                           | 8-0           |
| 1919 | Номинатор не указан                                                                             | 12-0          |
| 1920 | Члены Барселонской королевской академии изящной словесности Каталония                           | 5-0           |
| 1921 | Члены Барселонской королевской академии изящной словесности Каталония]                          | 9-0           |
| 1922 | Члены Барселонской королевской академии изящной словесности Каталония                           | 16-0          |
| 1923 | Фредрик Вульф (1845—1930) Швеция Лундский университет                                           | 18-0          |

| Год  | Номинатор | Код номинации |
| ---- | --- | ------------- |
| 1903 | Великий князь Константин (1858—1915) Россия Императорская Академия наук                                                                                    | 15-1          |
| 1903 | Арсений Голенищев-Кутузов (1848—1913) Андрей Сабуров (1837—1916) Никодим Кондаков (1844—1925) Анатолий Кони (1844—1927) Россия Императорская Академия наук | 15-2          |
| 1903 | Кирилл Яновский (1822—1902) Россия Императорская Академия художеств                                                                                        | 15-3          |
| 1903 | Александр Нелидов (1835—1910) Россия Императорская Академия наук                                                                                           | 15-4          |
| 1903 | Габриель Моно (1844—1912) Франция Институт Франции | 15-4          |
| 1903 | Антонио Рубио-и-Льюх (1856—1937) Каталония Барселонский университет                                                                                        | 15-4          |
| 1903 | Куно Фишер (1824—1907) Германия Гейдельбергский университет                                                                                                | 15-4          |
| 1903 | Генрих Тоде (1857—1920) Германия Гейдельбергский университет                                                                                               | 15-4          |
| 1903 | Адольф Штерн (1835—1907) Германия Саксонский королевский политехнический институт                                                                          | 15-4          |
| 1903 | Феликс Дан (1834—1912) Германия Силезский университет Фридриха Вильгельма                                                                                  | 15-4          |
| 1903 | Вольфганг Гольтер (1863—1945) Германия Ростокский университет                                                                                              | 15-4          |
| 1903 | Хьюстон Стюарт Чемберлен (1855—1927) Австрия Венский университет                                                                                           | 15-4          |
| 1903 | За книгу «Жизнь Рихарда Вагнера» (1894—1911) Оригинальный текст (нем.)«Das Leben Richard Wagners» (1894—1911)                                              |               |

| Год  | Номинатор                                                        | Код номинации |
| ---- | ---------------------------------------------------------------- | ------------- |
| 1919 | Эрик Аксель Карлфельдт (1864—1931) Швеция Шведская академия 1931 | 10-0          |
| 1920 | Генрик Шюк (1855—1947) Швеция Шведская академия                  | 16-0          |
| 1921 | Андерс Эстерлинг (1884—1981) Швеция Шведская академия            | 15-0          |
| 1922 | Нобелевский комитет Швеция                                       | 21-0          |
| 1931 | Мартин Ламм (1880—1950) Швеция Шведская академия                 | 29-0          |
| 1932 | Генрик Шюк (1855—1947) Швеция Шведская академия                  | 27-0          |

| Год  | Номинатор                                                       | Код номинации |
| ---- | --------------------------------------------------------------- | ------------- |
| 1918 | Бенгт Хессельман (1875—1952) Швеция Гётеборгский университет    | 3-0           |
| 1923 | Ромен Роллан (1866—1944) Франция 1915                           | 12-0          |
| 1928 | Вернер фон Хейденстам (1859—1940) Швеция Шведская академия 1916 | 27-0          |
| 1928 | Тур Хедберг (1862—1931) Швеция Шведская академия                | 27-1          |
| 1933 | Сигурд Агрелл (1881—1937) Швеция Лундский университет           | 3-0           |

| Год  | Номинатор                                             | Код номинации |
| ---- | ----------------------------------------------------- | ------------- |
| 1919 | Герхарт Гауптман (1862—1946) Германия 1912            | 2-0           |
| 1924 | Вальтер Брехт (1876—1950) Австрия Венский университет | 1-0           |
| 1926 | Вальтер Брехт (1876—1950) Австрия Венский университет | 22-0          |
| 1927 | Вальтер Брехт (1876—1950) Австрия Венский университет | 4-0           |

| Год  | Номинатор | Код номинации |
| ---- | --- | ------------- |
| 1909 | 20 профессоров из Силезского, Карлова, Лейпцигского, Льежского, Инсбрукского и других университетов Германия / Чехия / Бельгия / Австрия | 16-0          |
| 1910 | Август Зауэр (1855—1926) Чехия Немецкий университет Карла-Фердинанда                                                                     | 23-0          |
| 1911 | Август Зауэр (1855—1926) Чехия Немецкий университет Карла-Фердинанда                                                                     | 19-0          |

| Год  | Номинатор                                                                          | Код номинации |
| ---- | ---------------------------------------------------------------------------------- | ------------- |
| 1914 | Харальд Хьерне (1848—1922) Швеция Шведская академия                                | 24-0          |
| 1915 | Харальд Хьерне (1848—1922) Швеция Шведская академия                                | 22-0          |
| 1927 | Йоханнес Педерсен (1883—1977) Дания Датская королевская академия наук и литературы | 21-0          |
| 1928 | Йоханнес Педерсен (1883—1977) Дания Датская королевская академия наук и литературы | 13-0          |
| 1935 | Свен Лёнборг (1871—1959) Швеция Королевское общество наук и литературы             | 19-0          |
| 1937 | Вильям Норвин (1878—1940) Дания Датская королевская академия наук и литературы     | 21-0          |
| 1939 | Свен Лёнборг (1871—1959) Швеция Королевское общество наук и литературы             | 13-0          |
| 1940 | Свен Лёнборг (1871—1959) Швеция Королевское общество наук и литературы             | 11-0          |
| 1941 | Свен Лёнборг (1871—1959) Швеция Королевское общество наук и литературы             | 6-0           |
| 1943 | Свен Лёнборг (1871—1959) Швеция Королевское общество наук и литературы             | 13-0          |
| 1944 | Свен Лёнборг (1871—1959) Швеция Королевское общество наук и литературы             | 19-0          |

| Год  | Номинатор | Код номинации |
| ---- | --- | ------------- |
| 1902 | Кнуд Крог-Тоннинг (1842—1911) Норвегия Норвежское королевское общество наук и литературы | 13-0          |
| 1902 | За книги «История Рима и папства в эпоху средневековья» (т. 1, 1899), «Римская антология» (т. 1, 1899), «Римская история» (1899) Оригинальный текст (нем.)«Geschichte Roms und der Päpste im Mittelalter» (Bd. 1, 1899), «Analecta Romana» (vol. 1, 1899), «Storia di Roma» (1899) |               |

| Год  | Номинатор                                                                            | Код номинации |
| ---- | ------------------------------------------------------------------------------------ | ------------- |
| 1917 | Харальд Хьерне (1848—1922) Швеция Шведская академия                                  | 16-0          |
| 1918 | Харальд Хьерне (1848—1922) Швеция Шведская академия                                  | 15-0          |
| 1922 | Натан Сёдерблум (1866—1931) Швеция Шведская академия 1930                            | 14-0          |
| 1923 | Натан Сёдерблум (1866—1931) Швеция Шведская академия 1930                            | 20-0          |
| 1923 | Фредрик Вульф (1845—1930) Швеция Лундский университет                                | 20-1          |
| 1929 | Натан Сёдерблум (1866—1931) Швеция Шведская академия 1930                            | 4-0           |
| 1930 | Йоханнес Сундвалл (1877—1966) Финляндия Финское общество наук и словесности          | 20-0          |
| 1931 | Рольф Лагерборг (1874—1959) Финляндия Финское общество наук и словесности            | 13-0          |
| 1931 | Йоханнес Сундвалл (1877—1966) Финляндия Финское общество наук и словесности          | 14-0          |
| 1932 | Арно Седерберг (1885—1948) Финляндия Хельсинкский университет                        | 31-0          |
| 1933 | Рольф Лагерборг (1874—1959) Финляндия Финское общество наук и словесности            | 7-0           |
| 1933 | Андерс Эстерлинг (1884—1981) Швеция Шведская академия                                | 15-0          |
| 1934 | Вернер фон Хейденстам (1859—1940) Швеция Шведская академия 1916                      | 7-0           |
| 1937 | Магнус Хаммарстрём-Юстинен (1893—1941) Финляндия Финское общество наук и словесности | 18-0          |

| Год  | Номинатор                                                    | Код номинации |
| ---- | ------------------------------------------------------------ | ------------- |
| 1906 | Танкреди Канонико (1828—1908) Италия Академия деи Линчеи     | 19-1          |
| 1906 | Гаспаре Финали (1829—1914) Италия Академия деи Линчеи        | 19-2          |
| 1906 | Паоло Бозелли (1838—1932) Италия Туринская академия наук     | 19-3          |
| 1906 | Анджело Вальдарнини (1847—1930) Италия Болонский университет | 19-4          |
| 1906 | Франческо Пулле (1850—1934) Италия Болонский университет     | 19-5          |
| 1907 | Танкреди Канонико (1828—1908) Италия Академия деи Линчеи     | 20-1          |
| 1907 | Гаспаре Финали (1829—1914) Италия Академия деи Линчеи        | 20-2          |
| 1907 | Паоло Бозелли (1838—1932) Италия Туринская академия наук     | 20-3          |
| 1907 | Анджело Вальдарнини (1847—1930) Италия Болонский университет | 20-4          |
| 1907 | Франческо Пулле (1850—1934) Италия Болонский университет     | 20-5          |
| 1909 | Франческо Пулле (1850—1934) Италия Болонский университет     | 2-1           |
| 1909 | Паоло Бозелли (1838—1932) Италия Туринская академия наук     | 2-2           |
| 1909 | Гаспаре Финали (1829—1914) Италия Академия деи Линчеи        | 2-3           |
| 1909 | Анджело Вальдарнини (1847—1930) Италия Болонский университет | 2-4           |

| Год  | Номинатор | Код номинации |
| ---- | --- | ------------- |
| 1918 | Адольф Нурен (1854—1925) Швеция Уппсальский университет                                                                                              | 7-0           |
| 1921 | Адольф Нурен (1854—1925) Швеция Шведская академия | 13-0          |
| 1922 | Адольф Нурен (1854—1925) Швеция Шведская академия | 11-0          |
| 1922 | За романы «Блаженны нищие духом» (1920), «На берегу жизни» (1915) Оригинальный текст (датск.)«Salige er de enfoldige» (1920), «Livets Strand» (1915) |               |
| 1955 | Хенри Ульссон (1896—1985) Швеция Шведская академия                                                                                                   | 28-1          |
| 1955 | Харри Мартинсон (1896—1985) Швеция Шведская академия 1974                                                                                            | 28-2          |
| 1955 | Стеллан Арвидсон (1902—1997) Швеция Ассоциация шведских писателей                                                                                    | 29-0          |
| 1960 | Стеллан Арвидсон (1902—1997) Швеция Ассоциация шведских писателей                                                                                    | 36-0          |
| 1961 | Стеллан Арвидсон (1902—1997) Швеция Ассоциация шведских писателей                                                                                    | 54-0          |
| 1965 | Стеллан Арвидсон (1902—1997) Швеция Ассоциация шведских писателей                                                                                    | 35-0          |
| 1969 | Тороддур Гудмундссон (1904—) Исландия Ассоциация исландских писателей                                                                                | 41-1          |
| 1969 | Йоханнес Брёндум-Нильсен (1881—1977) Дания Шведская академия                                                                                         | 41-2          |

| Год  | Номинатор                                                                                    | Код номинации |
| ---- | -------------------------------------------------------------------------------------------- | ------------- |
| 1911 | Вильгельм Андерсен (1864—1953) Харальд Гёффдинг (1843—1931) Дания Копенгагенский университет | 18-1          |
| 1911 | Людвиг Шеман (1852—1938) Германия Фрайбургский университет                                   | 18-2          |
| 1912 | 5 членов Датской королевской академии наук и литературы Дания                                | 13-0          |
| 1913 | Члены Датской королевской академии наук и литературы Дания                                   | 9-1           |
| 1913 | Ряд немецких профессоров Германия                                                            | 9-2           |
| 1914 | Харальд Гёффдинг (1843—1931) Дания Датская королевская академия наук и литературы            | 7-0           |
| 1914 | Ряд членов Датской королевской академии наук и литературы Дания                              | 7-0           |
| 1915 | Харальд Хьерне (1848—1922) Швеция Шведская академия                                          | 15-0          |
| 1916 | Харальд Гёффдинг (1843—1931) Дания Датская королевская академия наук и литературы            | 10-1          |
| 1916 | Клаудиус Вилкенс (1844—1929) Дания Датская королевская академия наук и литературы            | 10-2          |
| 1917 | Клаудиус Вилкенс (1844—1929) Дания Датская королевская академия наук и литературы            | 9-1           |
| 1917 | Людвиг Шеман (1852—1938) Германия Фрайбургский университет                                   | 9-2           |
| 1917 | Ряд немецких профессоров Германия                                                            | 9-2           |
| 1917 | Вильгельм Андерсен (1864—1953) Дания Копенгагенский университет                              | 19-0          |

### Д
| Год  | Номинатор                                                    | Код номинации |
| ---- | ------------------------------------------------------------ | ------------- |
| 1916 | Мано Ганджеди Индия Королевское азиатское общество Лондона   | 3-1           |
| 1916 | Райя Ятиндра Чондури Индия Бенгальская литературная академия | 3-2           |

| Год  | Номинатор                                                                   | Код номинации |
| ---- | --------------------------------------------------------------------------- | ------------- |
| 1913 | Джеймс Линдсей (1852—1923) Великобритания Королевское литературное общество | 18-0          |

| Год  | Номинатор                                                               | Код номинации |
| ---- | ----------------------------------------------------------------------- | ------------- |
| 1915 | Томас Герберт Уоррен (1853—1930) Великобритания Оксфордский университет | 2-0           |

| Год  | Номинатор                                                                             | Код номинации |
| ---- | ------------------------------------------------------------------------------------- | ------------- |
| 1908 | Франческо Д'Овидио (1849—1925) Италия Неаполитанский университет, Академия деи Линчеи | 14-1          |
| 1908 | Артуро Граф (1848—1913) Италия Туринский университет                                  | 14-2          |

| Год  | Номинатор                                                   | Код номинации |
| ---- | ----------------------------------------------------------- | ------------- |
| 1913 | Луиджи Луццатти (1841—1927) Италия Римский университет      | 4-1           |
| 1913 | Фердинандо Мартини (1841—1928) Италия Академия делла Круска | 4-2           |
| 1914 | Карл Бильдт (1850—1931) Швеция Шведская академия            | 11-0          |
| 1915 | Луиджи Луццатти (1841—1927) Италия Академия деи Линчеи      | 7-0           |
| 1915 | Фердинандо Мартини (1841—1928) Италия Академия делла Круска | 7-2           |
| 1915 | Карл Бильдт (1850—1931) Швеция Шведская академия            | 7-3           |
| 1917 | Карл Бильдт (1850—1931) Швеция Шведская академия            | 2-1           |
| 1917 | Луиджи Луццатти (1841—1927) Италия Академия деи Линчеи      | 2-2           |
| 1918 | Фердинандо Мартини (1841—1928) Италия Академия делла Круска | 2-0           |
| 1918 | Карл Бильдт (1850—1931) Швеция Шведская академия            | 2-1           |
| 1920 | барон Бильдт (1850—1931) Швеция Шведская академия           | 7-0           |
| 1921 | Карл Бильдт (1850—1931) Швеция Шведская академия            | 7-0           |
| 1921 | 17 членов Академии деи Линчеи Италия                        | 7-1           |
| 1922 | Карл Бильдт (1850—1931) Швеция Шведская академия            | 4-0           |
| 1923 | Карл Бильдт (1850—1931) Швеция Шведская академия            | 9-0           |
| 1924 | Карл Бильдт (1850—1931) Швеция Шведская академия            | 8-0           |
| 1925 | Генрик Шюк (1855—1947) Швеция Шведская академия             | 17-0          |
| 1927 | Генрик Шюк (1855—1947) Швеция Шведская академия             | 23-0          |

| Год  | Номинатор                                                  | Код номинации |
| ---- | ---------------------------------------------------------- | ------------- |
| 1911 | 3 члена Общества авторов Великобритания                    | 22-0          |
| 1912 | 2 члена Американской академии искусств и литературы США    | 2-1           |
| 1912 | Барретт Уэнделл (1855—1921) США Гарвардский университет    | 2-2           |
| 1916 | Юлио Рейтер (1863—1937) Финляндия Хельсинкский университет | 18-0          |

| Год  | Номинатор | Код номинации |
| ---- | --- | ------------- |
| 1909 | Эрнесто Моначи (1844—1918) Италия Академия деи Линчеи | 19-0          |
| 1909 | Как специалисту в области сравнительного языкознания, классической и романской филологии, исторической, психологической и эстетической критики, политики и образования Оригинальный текст (итал.)«il a traité en maître de glottologie, de philologie classique et romane, de critique historique, psychologique et esthétique, de politique, d´instruction» |               |
| 1910 | Эрнесто Моначи (1844—1918) Италия Академия деи Линчеи | 22-0          |
| 1911 | Эрнесто Моначи (1844—1918) Италия Академия деи Линчеи | 24-0          |
| 1912 | Эрнесто Моначи (1844—1918) Италия Академия деи Линчеи | 31-0          |

| Год  | Номинатор                                                                         | Код номинации |
| ---- | --------------------------------------------------------------------------------- | ------------- |
| 1907 | Харальд Гёффдинг (1843—1931) Дания Датская королевская академия наук и литературы | 2-0           |

| Год  | Номинатор | Код номинации |
| ---- | --- | ------------- |
| 1903 | Томас Ходжкин (1831—1913) Великобритания Лондонский университет                                                                      | 24-0          |
| 1903 | За книги «Фра Анджелико» (1900), «История Сиены» (1902) Оригинальный текст (англ.)«Fra Angelico» (1900), «A History of Siena» (1902) |               |
| 1904 | Сэмюэль Уэй (1836—1916) Австралия Аделаидский университет                                                                            | 1-1           |
| 1904 | Уильям Митчелл (1861—1962) Австралия Аделаидский университет                                                                         | 1-2           |
| 1904 | За книги «История Сиены» (1902), «Фра Анджелико» (1900) Оригинальный текст (англ.)«A History of Siena» (1902), «Fra Angelico» (1900) |               |

| Год  | Номинатор                                                                                   | Код номинации |
| ---- | ------------------------------------------------------------------------------------------- | ------------- |
| 1924 | Оскар Альберт Йонсен (1876—1954) Норвегия Норвежское Королевское общество наук и литературы | 11-0          |
| 1925 | Ялмар Линдрот (1878—1947) Швеция Гётеборгский университет                                   | 10-0          |
| 1927 | Хальвдан Кут (1873—1965) Норвегия Норвежская академия наук                                  | 15-0          |
| 1928 | Хальвдан Кут (1873—1965) Норвегия Норвежская академия наук                                  | 32-0          |
| 1930 | Хальвдан Кут (1873—1965) Норвегия Норвежская академия наук                                  | 15-0          |
| 1931 | Хельга Энг (1875—1966) Норвегия Норвежская академия наук                                    | 30-0          |
| 1932 | Хальвдан Кут (1873—1965) Норвегия Норвежская академия наук                                  | 11-0          |
| 1932 | Хельга Энг (1875—1966) Норвегия Норвежская академия наук                                    | 11-1          |
| 1933 | Хальвдан Кут (1873—1965) Норвегия Норвежская академия наук                                  | 25-0          |
| 1933 | Хельга Энг (1875—1966) Норвегия Норвежская академия наук                                    | 25-1          |
| 1934 | Хальвдан Кут (1873—1965) Норвегия Норвежская академия наук                                  | 15-0          |
| 1934 | Хельга Энг (1875—1966) Норвегия Норвежская академия наук                                    | 15-1          |
| 1934 | Йенс Тиис (1870—1942) Норвегия Норвежская академия наук                                     | 15-2          |
| 1935 | Хельга Энг (1875—1966) Норвегия Норвежская академия наук                                    | 18-0          |
| 1935 | Хальвдан Кут (1873—1965) Норвегия Норвежская академия наук                                  | 18-1          |
| 1936 | Торстейн Хёверстад (1880—1955) Норвегия Норвежская академия наук                            | 2-0           |
| 1936 | Йенс Тиис (1870—1942) Норвегия Норвежская академия наук                                     | 2-1           |
| 1936 | Хельга Энг (1875—1966) Норвегия Норвежская академия наук                                    | 2-2           |
| 1937 | Хельга Энг (1875—1966) Норвегия Норвежская академия наук                                    | 28-0          |
| 1938 | Торстейн Хёверстад (1880—1955) Норвегия Норвежская академия наук                            | 19-0          |
| 1938 | Хальвдан Кут (1873—1965) Норвегия Норвежская академия наук                                  | 19-1          |
| 1938 | Паал Берг (1873—1968) Норвегия Норвежская академия наук                                     | 19-2          |
| 1939 | Хальвдан Кут (1873—1965) Норвегия Норвежская академия наук                                  | 8-0           |
| 1939 | Гарри Фетт (1875—1962) Норвегия Норвежская академия наук                                    | 8-1           |

| Год  | Номинатор                                                                             | Код номинации |
| ---- | ------------------------------------------------------------------------------------- | ------------- |
| 1901 | Мишель Клерк (1857—1931) Франция Университет Экс-Марсель                              | 9-0           |
| 1901 | За книгу «Энциклопедисты» (1900) Оригинальный текст (фр.)«Les Encyclopédistes» (1900) |               |

| Год  | Номинатор | Код номинации |
| ---- | --- | ------------- |
| 1901 | Эмиль Редар (1848—1913) Швейцария Женевский университет                                                                           | 16-0          |
| 1901 | За книгу «Кант, Фихте и вопросы образования» (1895) Оригинальный текст (фр.)«Kant et Fichte et le problème de l´éducation» (1895) |               |

### Ж
| Год  | Номинатор                                                          | Код номинации |
| ---- | ------------------------------------------------------------------ | ------------- |
| 1921 | Члены Академии знаний в Кракове Польша                             | 5-0           |
| 1922 | Нобелевский комитет Швеция                                         | 20-0          |
| 1923 | Президент и генеральный секретарь Академии знаний в Кракове Польша | 7-0           |
| 1924 | Рихард Экблум (1874—1959) Швеция Упсальский университет            | 13-0          |

| Год  | Номинатор                                                                                             | Код номинации |
| ---- | --- | ------------- |
| 1903 | Тома Лами (1827—1907) Бельгия Бельгийская королевская академия                                        | 2-1           |
| 1903 | Эрнест Дискай (1837—1914) Бельгия Бельгийская королевская академия                                    | 2-2           |
| 1903 | Эжен Гобле д’Альвьелла (1846—1925) Бельгия Бельгийская королевская академия                           | 2-3           |
| 1903 | За драматическую поэму «Прометей» (1897) Оригинальный текст (фр.)«Prométhée: Poème dramatique» (1897) |               |
| 1909 | Эрнест Дискай (1837—1914) Бельгия Бельгийская королевская академия                                    | 7-0 7-1       |
| 1909 | За драматическую поэму «Прометей» (1897) Оригинальный текст (фр.)«Prométhée: Poème dramatique» (1897) |               |